# 李鎮區 (明尼蘇達州諾曼縣)
李鎮區（英語：Lee Township）是位於美國明尼蘇達州諾曼縣的一個行政鎮區。

## 歷史
李鎮區於1882年成立，得名自來自挪威的定居者奧萊·李（Ole Lee）。

## 地方資料
李鎮區的面積為102.93平方千米，當中陸地面積為101.85平方千米，而水域面積為1.08平方千米。根據2020年美國人口普查的數據，當地共有人口118人，而人口密度為每平方千米1.15人。